# A Transformers: Prime epizódjainak listája
Ez a lap a Transformers: Prime epizódjait tartalmazza.

## Évados áttekintés
| Évad | Évad | Epizód | Eredeti sugárzás   | Eredeti sugárzás  | Magyar sugárzás     | Magyar sugárzás      | DVD és Blu-ray kiadás dátuma | DVD és Blu-ray kiadás dátuma | DVD és Blu-ray kiadás dátuma |
| Évad | Évad | Epizód | Évadpremier        | Évadzárás         | Évadpremier         | Évadzárás            | Region 1 Region 1/A          | Region 2 Region 2/B          | Region 4 Region 4/B          |
| ---- | ---- | ------ | ------------------ | ----------------- | ------------------- | -------------------- | ---------------------------- | ---------------------------- | ---------------------------- |
|      | 1    | 26     | 2010. november 29. | 2011. október 15. | 2012. január 9.     | 2012. február 13.    | 2012. március 6.             | N/A                          | 2012. július 18.             |
|      | 2    | 26     | 2012. február 18.  | 2012. november 2. | 2012. október 12.   | 2013. február 27.    | 2012. november 6.            | N/A                          | N/A                          |
|      | 3    | 13     | 2013. március 22.  | 2013. június 26.  | 2013. szeptember 2. | 2013. szeptember 18. | N/A                          | N/A                          | N/A                          |

## Évadok

### 1. évad (2010-2011)
| No. | #     | Epizód címe                                      | Rendező                                                      | Író(k)                                                                | Eredeti bemutató | Magyar bemutató                                                                                              | Produkciós kód |
| --- | ----- | ------------------------------------------------ | ------------------------------------------------------------ | --------------------------------------------------------------------- | --- | --- | -------------- |
| 1-5 | 1-5   | „Darkness Rising” “Sötétségben”                  | David Hartman Todd Waterman Shaunt Nigoghossian Vinton Heuck | Duane Capizzi Nicole Dubuc Marsha Griffin Steven Melching Joseph Khur | 2010. november 29. (1.) 2010. november 30. (2.) 2010. december 1. (3.) 2010. december 2. (4.) 2010. december 3. (5.) | 2012. január 9. (1.) 2012. január 10. (2.) 2012. január 11. (3.) 2012. január 12. (4.) 2012. január 13. (5.) | 101-105        |
| Cliffjumper talál egy egész "veremnyi" energont. Habár párbeszédben kijelenti hogy sosem kell neki erősítés, később mégis erősítést kér, mivel egy egész álcasereggel kell szembenéznie. Végül súlyosan megsérül, Starscream elé viszik, aki leszúrja. Optimus és a többiek megérkeznek, de már túl későn. „Ne engedjük, hogy a Cliffjumper elvesztése miatt érzett haragunk befolyásolja a döntésünket! Mától fogva mi öten vagyunk az utolsó autobotok a Földön. Tartozunk azzal magunknak, a Kibetron emlékének, a világegyetemben menedéket kereső autobot testvéreinknek, a humánoknak és persze az elesett bajtársunknak, hogy életben maradunk.” Optimus beszéde után Arcee egy kalandos út során megismerkedik Jack-kel és Bumblebee Raffal. Az autobotok Miko-t is magukkal viszik, aki egy vicces beszéddel megismerkedik Bulkheaddal. Optimus elmondja, hogy kik ők: a Kibetronról jött autonóm robotlények és az éppen eltűnt Megatrontól és álcáitól védik a Földet. Épp ekkor Starscreamék megnyitják a földhidat, mivel Megatron visszatér. Az álcák vezetője, Megatron, visszatér és egy "sötét energon" ("Dark Energon") nevű anyagot hoz magával a Földre, ami képes feltámasztani a halott transformereket. Megatron feltámasztja Cliffjumpert. Az autobotok megpróbálják megmenteni társukat, de Cliffjumper már nem autobot volt, hanem egy zombi. Az autobotok "sötét energon" jelet mérnek be, ezért Optimus Prime és Ratchet elmennek a bázisról, hogy vizsgálják Megatron tevékenységét. Ezután Arcee és Bumblebee elindul járőrözni. Így Bulkhead, Jack, Miko és Rafael a bázison maradnak. Eközben William Fowler ügynököt (aki az autobotok kapcsolattartója a kormánnyal) Soundwave elfogja, Starscream parancsára, aki meg szeretné tudni, hogy hol van az autobot bázis. Bulkhead elindul kiszabadítani őt az álcák fogságából, de a gyerekek is követik. Bulkhead, Arcee és Bumblebee az álcák hadihajójáról megmentik Fowler ügynököt. Megatron a sötét energonnal feltámaszt egy horda zombit, akik ellen Optimus és Ratchet megküzdenek. Az álcák az űrhídjukkal akarnak még több zombit hozni a Kibetronról. Megatront Optimus megállítja azzal, hogy felrobbantják az álcák űrhídját. Megatron is ott volt a robbanásnál "az energon robbanást" ő sem élhette túl. A Darkness Rising Optimus beszédével zárul: "A bolygó elhagyása lehetetlenné vált, ezért mi autobotok mától fogva három ifjú barátunk támogatásából merítünk erőt. Nagyszerű harcosok, ha testben nem is, de lélekben annál inkább. Az én nevem Optimus Prime és ezt üzenem nektek: noha nem mi választottuk a Földet, immár itt kell boldogulnunk. Bárkinek aki ártó szándékkal közeledik a bolygóhoz tudnia kell, hogy megvédjük magunkat, megvédjük az emberiséget, megvédjük az otthonunkat." |       |                                                  |                                                              |                                                                       | | |                |
| 6 | 1     | „Masters and Students” “Mesterek és tanítványok” | Todd Waterman                                                | David Slack                                                           | 2011. február 11. | 2012. január 16.                                                                                             | 106            |
| Megatron állítólagos halála után Starscream nevezi ki magát az Álcák új vezetőjének. Viszont az álcák elégedetlenkednek. Ezért Starscream felébreszti a "sztázis kómából" Skyquake-et. Aki egy legendás harcos és a Földön volt évszázadok óta. Optimus és Bumblebee megállítja Skyquake-et. Eközben Ratchet segít Jacknak, Mikonak és Rafaelnek a tudományos projektjükben. |       |                                                  |                                                              |                                                                       | | |                |
| 7 | 2     | „Scrapheap” “Roncskupac”                         | Shaunt Nigoghossian                                          | Marsha Griffin                                                        | 2011. február 18. | 2012. január 17.                                                                                             | 107            |
| Bulkhead és Bumblebee az Északi-sarkvidéken találnak egy lezuhant hajót és a bázisra viszik. Optimus Prime és Arcee visszamennek a sarkvidékre, hogy kiderítsék honnan jött a hajó. Közben kiderül, hogy a hajó Scrapleteket tartalmaz, és ez a faj a Cybertronról, mindent megeszik ami fémből van. A Scrapletek ellepték az autobot bázist és a földhidat megkárosítják. Így Optimus Prime és Arcee a sarkvidéken ragadtak. Végül Rafael, Jack és Miko segítségével elhárították a veszélyt. Optimus és Arcee is visszajött épségben. |       |                                                  |                                                              |                                                                       | | |                |
| 8 | 3     | „Con Job” “Besúgó”                               | Vinton Heuck                                                 | Steven Melching                                                       | 2011. február 25. | 2012. január 18.                                                                                             | 108            |
| Egy nap érkezik egy üzenet Wheeljack-től, aki Bulkhead legjobb barátja, hogy Wheeljack éppen a Föld felé tart és meglátogatja az autobotokat. Viszont az álcák bemérik Wheeljack üzenetét. Így Wheeljacket elfogják és helyette egy olyan álcát küldenek aki felvette Wheeljack alakját.Végül az autobotok leleplezik az ál Wheeljack-et. Az igazi Wheeljack kiszabadul. |       |                                                  |                                                              |                                                                       | | |                |
| 9 | 4     | „Convoy” “Konvoj”                                | Todd Waterman                                                | Joseph Kuhr                                                           | 2011. február 4. | 2012. január 19.                                                                                             | 109            |
| Fowler ügynök megkéri az autobotokat, hogy egy atomfegyvert szállítsanak el. Mivel ez földhídon túl veszélyes ezért közúton szállítják. Viszont egy M.E.C.H. nevű csapat el akarja ezt lopni. Végül az autobotok ezt megakadályozzák, de a leleplezik magukat a M.E.C.H. előtt. |       |                                                  |                                                              |                                                                       | | |                |
| 10 | 5     | „Deus Ex Machina” “Deus Ex Machina”              | Shaunt Nigoghossian                                          | Nicole Dubuc                                                          | 2011. március 11. | 2012. január 20.                                                                                             | 110            |
| Az autobotok találnak egy ősi eszközt ami bármiből képes kinyerni az energont. Jack, Miko és Rafael az autobotok segítségével megbálják ellponi, de sajnos az álcáknak sikerül ellopni. Végül Bulkhead az eszközt megsemmisíti. |       |                                                  |                                                              |                                                                       | | |                |
| 11 | 6     | „Speed Metal” “Versenyőrület”                    | Vinton Heuck                                                 | Dean Stefan                                                           | 2011. április 9. | 2012. január 23.                                                                                             | 111            |
| Az iskolában Jack belekeverdik egy illegális futóversenybe, ahol Bumblebeevel versenyez, de egy álca Knock Out elrabolja Jack egyik haverját. Végül az autobotok Optimus segítségével megmentik. |       |                                                  |                                                              |                                                                       | | |                |
| 12 | 7     | „Predatory” “Ragadozó”                           | Todd Waterman Kirk Van Wormer (Co-Director)                  | Marsha Griffin                                                        | 2011. április 16. | 2012. január 24.                                                                                             | 112            |
| Jack és Arcee egy rutin felderítő küldetésre mennek. Az erdőben felfedeznek egy letuhent űrhajót ami egy egykori álcáé: Airachnid-é. Airachnid könyörtelen és egy szadista. Jackot akarja elfogni és megölni, de Arcee megvédi a társát. |       |                                                  |                                                              |                                                                       | | |                |
| 13 | 8     | „Sick Mind” “A Beteg elme”                       | Shaunt Nigoghossian                                          | Steven Melching                                                       | 2011. április 30. | 2012. január 25.                                                                                             | 113            |
| Optimus és Ratchet egy lezuhant autobot hajót vizsgál. Itt elkap Optimus egy halálos vírust. Arcee és Bumblebee felmennek az álca hajóra, hogy megszerezzék az ellenszert. Amit csak úgy tudnak megszerezni, hogy Bumblebee belép a "sztázis kómában" fekvő Megatron tudatalattijába "kardiotudat" bekötéssel.(Out of His Head) |       |                                                  |                                                              |                                                                       | | |                |
| 14 | 9     | „Out of His Head” “Gép testben nem én élek”      | Vinton Heuck                                                 | Nicole Dubuc                                                          | 2011. május 7. | 2012. január 26.                                                                                             | 114            |
| (Sick Mind) Optimus felépült. Viszont Megarton tudatalattija letöltődött Bumblebee fejébe és Megatron átvette az irányítást Bumblebee teste felett. Megarton feltámasztja a testét és Bumblebee Ratchettel visszavonul az autobot bázisra. |       |                                                  |                                                              |                                                                       | | |                |
| 15 | 10    | „Shadowzone” “Árnyzóna”                          | Todd Waterman                                                | Marsha Griffin                                                        | 2011. május 14. | 2012. január 27.                                                                                             | 115            |
| Starscream a sötét energonnal feltámasztja Skyquake testét. Az autobotok is oda mennek, de Jack, Miko és Rafael is követik őket. Starscream és az autobotok ugyanabban az időben nyitnak földhidat, amelyek a gyerekeket egy másik dimenzióba teleportálják. Starscream-et pedig vissza az álca hajóra. Az utobotok visszamennek a bázisra, hogy megkereshessék a gyerekeket. Skyquake teste is ott van a gyerekekkel, akik előle menekülnek. Végül Miko küld egy SMS-t, így Ratchet képes őket visszateleportálni a bázisra. |       |                                                  |                                                              |                                                                       | | |                |
| 16 | 11    | „Operation: Breakdown” “Breakdown hadművelet”    | Shaunt Nigoghossian                                          | Steven Melching                                                       | 2011. június 18. | 2012. január 30.                                                                                             | 116            |
| Bulkhead és Breakdown harcolnak. A M.E.C.H. nevű szervezet elrabolja Breakdown-t, hogy szétszedjék és megtudják belső működésüket. Optimus és Starscream is vezet egy mentőakciót. Végül Bulkhead menti meg Breakdown-t. |       |                                                  |                                                              |                                                                       | | |                |
| 17 | 12    | „Crisscross” “A pók hálójában”                   | Vinton Heuck                                                 | Joseph Kuhr                                                           | 2011. június 25. | 2012. január 31.                                                                                             | 117            |
| Airachnid összeáll a M.E.C.H.-el. Elfogják Jack anyját azzal a szándékkal, hogy Arcee-t megöljék. Végül Fowler ügynök megmenti Jacket és az anyját is. Jack anyja megismerkedik Arceeval és a többi autobottal. |       |                                                  |                                                              |                                                                       | | |                |
| 18 | 13    | „Metal Attraction” “Fémvonzerő”                  | Todd Waterman                                                | Nicole Dubuc                                                          | 2011. július 9. | 2012. február 1.                                                                                             | 118            |
| Bulkhead és Arcee és Miko felderítésre indulnak, hogy megvizsgáljanak egy bizarr energia jelet. Ahol Breakdown és Airachnid, küzdenek mert mindketten meg akarják kaparintani a nagyon erős mágnest, amit végül az autobotok kaparintanak meg. |       |                                                  |                                                              |                                                                       | | |                |
| 19 | 14    | „Rock Bottom” “A katakombában”                   | Shaunt Nigoghossian                                          | Tim Jones                                                             | 2011. július 16. | 2012. február 2.                                                                                             | 119            |
| Bulkhead, Arcee, Jack és Miko egy régi elhagyatott energon bányát vizsgálnak. Bemennek, de éppen érkezik meg Megatron és Starscream. Megatron leleplezi Starscream árulását és meg akarja ölni, de észreveszi Arceet, Jacket és azonnal tüzet nyit rájuk. Ezáltal a barlang összeomlik. Mindenki Starscream kivételével mindenki benn reked, aki elmenekült, de visszamegy megnenteni Megatront, hogy bizonyítsa a hűségét. Végül Starscream ragad benn, az autobotok kimenekülnek és Megatron is. |       |                                                  |                                                              |                                                                       | | |                |
| 20 | 15    | „Partners” “Társak”                              | Vinton Heuck                                                 | Mike Johnson                                                          | 2011. július 23. | 2012. február 3.                                                                                             | 120            |
| Megatron elküldi Starscreamet és Airachnidet, hogy visszaszerezzék egy lezuhant álca hajóról a mozgásgátlót. Ez egy fegyver ami képes megfagyasztani a Transformereket. Miután az autobotok leleplezik Starscreamet és Airachnidet elveszik a fegyvert. Starscream pedig először közéjük akar állni, majd megszökik. (Megjegyzés: Ez az epizód Captain H.L. Larry Cullen, (Peter Cullen) bátyja emlékére készült, aki inspirálta Optimus Prime hangját, és 2011-ben meghalt.) |       |                                                  |                                                              |                                                                       | | |                |
| 21 | 16    | „T.M.I.” “Veszélyesen sok tudás”                 | Todd Waterman                                                | Joseph Kuhr                                                           | 2011. szeptember 10.                                                                                                 | 2012. február 6.                                                                                             | 121            |
| Miko kirohan a csatatérre, ahol az autobotok és az álcák küzdenek, egy Cybertroni hengerért, amely az ősi Cybertroni társadalom tudását tartalmazza. Miko megpróbálja a hengert a földhídon keresztül átvinni az autobot bázisra, de a henger érzékelve a nem engedélyezett felhasználót kinyílt és Bulkhead fejébe sugározta a tudást. Hamarosan Bulkhead elkezdett írni egy bonyolult képletet. Miko megijed amikor észreveszi, hogy baráta emlékei elszállnak. Végül Bulkhead feje kisugározza a tudást és visszatérnek az emlékei. |       |                                                  |                                                              |                                                                       | | |                |
| 22 | 17    | „Stronger, Faster” “Csodaszer vagy méreg?”       | Shaunt Nigoghossian                                          | Mairghread Scott                                                      | 2011. szeptember 17.                                                                                                 | 2012. február 7.                                                                                             | 122            |
| Ratchet teszteli a szintetikus energont, amit Bulkhead képleteiből csinált meg. Magába juttatja a szintetikus energont, amitől gyorsabb és erősebb lett, viszont kiszámíthatatlanná vált. Megtámadta Megatront, aki természetesen legyőzte Ratchetet. Végül az autobotok megmentik Ratchetet. |       |                                                  |                                                              |                                                                       | | |                |
| 23 | 18    | „One Shall Fall” “A Bukás”                       | Vinton Heuck                                                 | Duane Capizzi & Joseph Kuhr                                           | 2011. szeptember 24.                                                                                                 | 2012. február 8.                                                                                             | 123            |
| Optimus Prime egy jóslatot mond el az autobotoknak, miszerint a Föld el fog pusztulni. Miután Megatron megtámadja Rafaelt és Bumblebeet – Rafael súlyosan megsérül – Optimus Prime rájön, hogy csak úgy vethet véget az autobot-álca háborúnak, hogy megöli Megatront. Optimus ki is áll megatron ellen, de Megatron legyőzi(Rafael közben sikerült meggyógyítani).(One Shall Rise) |       |                                                  |                                                              |                                                                       | | |                |
| 24-26 | 19-21 | „One Shall Rise” “Felemelkedés”                  | Todd Waterman Shaunt Nigoghossian Vinton Heuck               | Nicole Dubuc Duane Capizzi Marsha Griffin Steven Melching             | 2011. október 1. (24.) 2011. október 8. (25.) 2011. október 15. (26.)                                                | 2012. február 9. (24.) 2012. február 10. (25.) 2012. február 13. (26.)                                       | 124-126        |
| Az autobotok Unikron hordozótestei ellen küzdenek, és Megatron is segít nekik. Megatron és Optimus szövetséget kötnek, hogy együtt győzik le Unikront. Optimus rájön, hogy csak a Vezetés Mátrixával győzheti le Unikront. Ezért Megatron és az autobotok a Föld magjába utaznak. Az utazás előtt Optimus egy kulcsot ad Jacknak, amire azt állítja, hogy a földhíd energiaellátó kulcsa. Ratchet elmondja a gyerekeknek, Optimus Prime és a Cybertron történetét: " Egyszer régen még a Cybertronon, az aranykor utolsó napjaiban Optimus és Megatron akkor még nem voltak ellenségek. Emlékeztek egyszer mondtam, hogy Optimus sem volt mindig Prime. Sőt az Optimus nevet sem születése óta viseli. Egyszerű hivatalnok volt, aki az Iacon archívumot vezette, úgy hívták: Orion Pax. Ahogy egyre többet tudott meg a bolygó múltjáról, annál nagyobb aggodalommal figyelte a vezetést behálózó korrupciót és a társadalmat megosztó egyenlőtlenséget, de élt egy gladiátor akinek a nézetit szimpatikusnak találta, egy olyanét aki felvette, a tizenhárom Prime egyikének a nevét. Ő volt Megatronus. Megatronus felesküdött, hogy megváltoztatja a Cybertron vezetését, és egyenlőséget követelt a közösség minden tagjának, ez a bátor forradalmár csakhamar rengeteg támogatót szerzett, köztük Soundwave parancsnokot. Orion felvette a kapcsolatot Megatronussal, aki tudtán kívül a mentorává vált. Ahogy ott hagyta a sportarénát, hogy politikai pályára lépjen Megatronus lerövidítette a nevét. Nem sokkal később már Megatronként a vezetőtanács elé terjesztette az elképzelését az igazságos és egyenlő társadalomról és lassan megmutatta, hogy milyen is ő valójában. Kijelentette, hogy a régi vezetést csak erővel lehet megdönteni és követelte , hogy őt jelöljék ki a következő Primenak. Orion azonban nem hitt az erőszakos igazságtételben. Eme józan hang nem volt hatástalan tanács tagjaira, akik megilletődve konstatálták, hogy Cybertron hosszú fennállása óta végre jött valaki, aki méltó rá, hogy Prime legyen. Ám eme megtisztelő nevet csak akkor vehette fel, ha Orion kiérdemli a legendás Vezetés Mátrixát. Vágyai beteljesülésétől megfosztva Megatron minden kapcsolatát megszakította Orionnal és a tanáccsal. Az általa álcáknak deklarált seregével háborút indított mindazok ellen, akik nem hajtottak fejet előtte. Megesküdött rá, hogy megszerzi magának a Mátrixot bárhol rejtőzzön is. A háború végül az egész Cybertront romba döntötte, magváig megmérgezve a bolygót. Orion oda utazott, hátha valahogy visszafordíthatja ezt a szörnyű folyamatot és szemtől szembe találta magát minden Cybertroni élet atyjával Primussal. Az elgyötört Primus megérezte Orionban a jóságot és a gondjaira bízta a Mátrixot. Ebben a pillanatban a meglepett és szerény Orion Pax Optimussá változott. Ő lett az utolsó Prime." Míg ezt Ratchet meséli, addig Optimusnak sikerül a Mátrixot Unikron szikrakamrájába juttatni, így Unikron újra álomba merült. Viszont Optimus elvesztette az emlékeit és újra Orion Paxnak képzelte magát. (Orion Pax) |       |                                                  |                                                              |                                                                       | | |                |

### 2. évad (2012)
| No. | #   | Epizód címe                                   | Rendező                                             | Író(k)                                    | Eredeti bemutató                                                       | Magyar bemutató                                                         | Produkciós kód |
| --- | --- | --------------------------------------------- | --------------------------------------------------- | ----------------------------------------- | ---------------------------------------------------------------------- | ----------------------------------------------------------------------- | -------------- |
| 27-29 | 1-3 | „Orion Pax” “Orion Pax”                       | Scooter Tidwell Scooter Tidwell Shaunt Nigoghossian | Nicole Dubuc Mairghread Scott Joseph Kuhr | 2012. február 18. (27.) 2012. február 25. (28.) 2012. március 3. (29.) | 2012. október 12. (27.) 2012. október 19. (28.) 2012. október 26. (29.) | 201-203        |
| (One Shall Rise) Unicront sikerült újra álomba meríteni, de ahogy Optimus átnyújtotta a Vezetés Mátrixát nem csak a Primeok bölcsességét veszítette el, hanem a saját emlékeit is. Optimus aki Orion Paxnak képzeli magát felmegy Megatronnal a Nemesis-re az álcák hajójára. Megatron Orionnak azt hazudja, hogy az autobotok gonoszok és Ratchet aki az autobotok vezére lerombolta a Cybetront és ezzel sikerül megnyernie Orion bizalmát és Orion elkezd nekik dolgozni dekódolja az iaconi adatbázist. Jack közben megtudta, hogy a Vector Sigma kulcsa van nála, amivel Optimus emlékeit visszatölthetik, de a Vector Sigma nem csak egy Super Computer hanem egy őskori energiaforrás, ami a Cybetronon van. Starscream Orionnak elmondja, hogy Megatron titkolózik előtte. Orion Pax (Optimus) felelősségre vonja Megatront miért állította azt, hogy Starscream halott.Közben az autobotok elfoglalják az álcák űrhídját. Jack és Arcee elmennek a Cybetronra, hogy visszatöltsék Optimus emlékeit. Cybertronon Jack és Arcee keresik a Vector Sigmát, de rájuk támad egy álca Insecticon(=őrszem). Az álca hajón Orion leleplezi Megatront, aki ezek után már Oriont kényszeríti, hogy dekódolja az Iacon adatbázist. Megatron az álcák űrhídjához utazik, hogy megállítsa Arceet és Jacket. Ám Orion megszökik a hajóról és elkezd küzdeni Megatronnal. Végül Orion Pax újra visszakapja a Mátrixot. Végül Optimus és a többi autobot és Jack sikeresen visszatér az autobot bázisra. |     |                                               |                                                     |                                           |                                                                        |                                                                         |                |
| 30-31 | 4-5 | „Operation: Bumblebee” “Bumblebee Hadművelet” | Todd Waterman Vinton Heuck                          | Marty Isenberg Nicole Dubuc               | 2012. március 10. (30.) 2012. március 17. (31.)                        | 2012. november 5. (30) 2012. november 6. (31.)                          | 204-205        |
| Vadászat kezdődik a Földön elrejtett Cybetroni ereklyék után. Megatron megtalálja a szikra kioltót, de az autobotok elveszik tőle. Bumblebee keresett egy energiaforrást, meg is találta, de a M.E.C.H. csapdája volt, akik elaltatták Bumblebeet és kivették a T-magját. Így Bumblebee nem tudott átalakulni. A M.E.C.H. egy Sybetroni robotot akar építeni. Starscream megközelíti a M.E.C.H. támaszpontot és ismerteti Silast (a M.E.C.H. vezetőjét) a cybetroni biológiával. Ratchet felajánlja, hogy a saját T-magját átadja Bumblebeenek, de Optimusnak, Bulkheadnek és Arceenak el kellett mennük, hogy felkutassanak Iaconi ereklyét Solus Prime üllőjét. Fowler ügynök megtalálja és elmondja Bumblebeenek a M.E.C.H. bázisát. Bumblebee egyedül indul visszaszereznie a T-magját, ami sikerül. Végül Bumblebee újra képes lesz átalakulni, viszont Starscream T-magját a M.E.C.H. elrabolja. |     |                                               |                                                     |                                           |                                                                        |                                                                         |                |
| 32 | 6   | „Loose Cannons” “Ágyúk Alatt”                 | Scooter Tidwell                                     | David McDermott                           | 2012. március 24.                                                      | 2012. november 7.                                                       | 206            |
| Wheeljack visszatér a Földre azért mert meg akarja ölni Skyquake testvérét Dreadwing-et, mert Dreadwing megölte az egyik Wreckert Seasprayt. Viszont Wheeljack gondatlan, Bulkhead a barátja megpróbálja jobb belátásra bírni. Végül Dreadwing csatlakozik az álcákhoz, Wheeljack pedig elmegy tovább keresgélni autobot menekülteket. |     |                                               |                                                     |                                           |                                                                        |                                                                         |                |
| 33 | 7   | „Crossfire” “Kereszttűzben”                   | Shaunt Nigoghossian                                 | Marty Isenberg                            | 2012. március 31.                                                      | 2012. november 8.                                                       | 207            |
| Megatron elküldi Breakdownt és Dreadwinget, hogy végezzenek Airachnidel, az árulásáért. Airachnid viszont elmenekül és megöli Breakdownt. Breakdown testét a M.E.C.H. találja meg. Airachnid talál egy Insecticont amit arra használ fel, hogy megölje Megatront, de nem sikerül neki. Megatron Dreadwinget nevezi ki másodparancsnokának. |     |                                               |                                                     |                                           |                                                                        |                                                                         |                |
| 34 | 8   | „Nemesis Prime” “Nemesis Prime”               | Todd Waterman                                       | David McDermott                           | 2012. április 7.                                                       | 2012. november 9.                                                       | 208            |
| M.E.C.H. készít egy másolatot Optimus Primeról. Ezzel megtámadnak egy katonai bázist. Az Egyesült Államok a valódi Optimust hibáztatja. Az autobotok végül leleplezik Silast (a M.E.C.H. vezetője). |     |                                               |                                                     |                                           |                                                                        |                                                                         |                |
| 35 | 9   | „Grill” “Rostély”                             | Kevin Altieri                                       | Duane Capizzi                             | 2012. április 14.                                                      | 2012. november 12.                                                      | 209            |
| Fowler ügynök elmeséli a közelmúltban történteket Bryce tábornoknak. |     |                                               |                                                     |                                           |                                                                        |                                                                         |                |
| 36 | 10  | „Armada” “Armada”                             | Vinton Heuck                                        | Matt Wayne                                | 2012. április 21.                                                      | 2012. november 13.                                                      | 210            |
| Bulkhead véletlenül felkerült a Nemesisre, ahonnan próbál elmenekülni anélkül, hogy észrevennék. Közben Starscream és Airachnid megpróbálják megölni Megatront. Végül a hajó lezuhan, és Bulkhead elmenekül a hajóról. (Flying Mind) |     |                                               |                                                     |                                           |                                                                        |                                                                         |                |
| 37 | 11  | „Flying Mind” “Repülő Elme”                   | Scooter Tidwell                                     | Robert N. Skir                            | 2012. április 28.                                                      | 2012. november 14.                                                      | 211            |
| (Armada) A Nemesis lezuhant egy hegyre és súlyosan megsérült. Megatron úgy állítja helyre a károkat, hogy "sötét energont" "pumpál" bele. Viszont ennek van egy mellékhatása a hajó öntudatra ébred, és a legénységét lefagyassza. A hajó dekódolja az iaconi adatbázist, Fowler ügynök Jack, Miko és Raf felsurrannak a hajóra, hogy letöltsék az iaconi adatbázist és megállítsák a hajót.(Tunnel Vision) |     |                                               |                                                     |                                           |                                                                        |                                                                         |                |
| 38 | 12  | „Tunnel Vision” “Csata az alagútban”          | Shaunt Nigoghossian                                 | Andrew R. Robinson                        | 2012. május 5.                                                         | 2012. november 15.                                                      | 212            |
| (Flying Mind) A Prime csapat megosztja erőit, hogy reális esélyük legyen lefoglalni a hajó által dekódolt négy iaconi ereklyét. Jack, Arcee, Miko és Bumblebee indulnak el az első helyszínre New Yorkba. Ahol az alagutakban keresik az ereklyét. Knockout egy Insecticonnal keresi az ereklyét. Végül a Prime csapat zsákmányolja be az első ereklyét. |     |                                               |                                                     |                                           |                                                                        |                                                                         |                |
| 39 | 13  | „Triangulation” “Fagyos Csata”                | Todd Waterman                                       | David McDermott                           | 2012. május 12.                                                        | 2012. november 16.                                                      | 213            |
| Optimus az Antarktiszra utazik hogy megszerezze az a második ereklyét Apex Páncélt, de az álcák és Starscream is azt keresi. Végül Starscream szerzi meg, Optimus és Dreadwing összefognak és Starscream-et a tengeralá küldik. |     |                                               |                                                     |                                           |                                                                        |                                                                         |                |
| 40 | 14  | „Triage” “Osztályozás”                        | Vinton Heuck                                        | Marty Isenberg                            | 2012. május 19.                                                        | 2013. február 11.                                                       | 214            |
| Ratchet és Wheeljack a harmadik ereklyét keresik a Rezonátor löveget. A helyszín megtalálása közben Soundwave megtámadja a két autobotot. Miközben Wheeljack lefoglalja Soundwave-et, Ratchet egy trójai virus bombát rejt Laserbeak-be. Soundwave megszerzi az ereklyét. Ratchet a küldetés végeztével visszatér a bázisra, közvetlenül ezután Bulkhead is berobban a bázisra. |     |                                               |                                                     |                                           |                                                                        |                                                                         |                |
| 41 | 15  | „Toxicity” “Mérgező”                          | Scooter Tidwell                                     | Steven Melching                           | 2012. május 26.                                                        | 2013. február 12.                                                       | 215            |
| Bulkhead az Egyenlítőre utazik hogy megszerezze a negyedik ereklyét, és egy rémisztő titokra bukkan, az ereklye valójában Tox-En. Megatron a helyszínre küld egy Insecticon-t, Hardshell-t. Bulkhead szembe száll Hardshell-el és belöki a vulkánba. Bulkhead szinte megnyerte a csatát, de Hardshell túléli a lávát és hátba lövi Bulkhead-et aki berobban a bázisra. |     |                                               |                                                     |                                           |                                                                        |                                                                         |                |
| 42 | 16  | „Hurt” “Sérülés”                              | Shaunt Nigoghossian                                 | Mairghread Scott                          | 2012. augusztus 24.                                                    | 2013. február 13.                                                       | 216            |
| Jack, Arcee, Miko és Bumblebee az ereklye megszerzése után visszatér a bázisra. Szörnyű látvány fogadja őket, Bulkhead kritikus állapotban. Wheeljack elindul és bosszút áll az Insecticon-on. |     |                                               |                                                     |                                           |                                                                        |                                                                         |                |
| 43 | 17  | „Out of the Past” “A múlt árnyai”             | Todd Waterman                                       | Mike Johnson                              | 2012. augusztus 31.                                                    | 2013. február 14.                                                       | 217            |
| |     |                                               |                                                     |                                           |                                                                        |                                                                         |                |
| 44 | 18  | „New Recruit” “Újonc”                         | Vinton Heuck                                        | Marty Isenberg                            | 2012. szeptember 7.                                                    | 2013. február 15.                                                       | 218            |
| |     |                                               |                                                     |                                           |                                                                        |                                                                         |                |
| 45 | 19  | „The Human Factor” “Emberi tényező”           | Scooter Tidwell                                     | Robert N. Skir                            | 2012. szeptember 14.                                                   | 2013. február 18.                                                       | 219            |
| |     |                                               |                                                     |                                           |                                                                        |                                                                         |                |
| 46 | 20  | „Legacy” “Örökség”                            | Shaunt Nigoghossian                                 | Marsha Griffin                            | 2012. szeptember 21.                                                   | 2013. február 19.                                                       | 220            |
| |     |                                               |                                                     |                                           |                                                                        |                                                                         |                |
| 47 | 21  | „Alpha; Omega” “Alpha; Omega”                 | Todd Waterman                                       | David McDermott                           | 2012. szeptember 28.                                                   | 2013. február 20.                                                       | 221            |
| |     |                                               |                                                     |                                           |                                                                        |                                                                         |                |
| 48 | 22  | „Hard Knocks” “Keménylegények”                | Vinton Heuck                                        | Mairghread Scott                          | 2012. október 5.                                                       | 2013. február 21.                                                       | 222            |
| |     |                                               |                                                     |                                           |                                                                        |                                                                         |                |
| 49 | 23  | „Inside Job” “Belsős munka”                   | Scooter Tidwell                                     | Robert N. Skir                            | 2012. október 12.                                                      | 2013. február 22.                                                       | 223            |
| |     |                                               |                                                     |                                           |                                                                        |                                                                         |                |
| 50 | 24  | „Patch” “Puccs”                               | Shaunt Nigoghossian                                 | Duane Capizzi                             | 2012. október 19.                                                      | 2013. február 25.                                                       | 224            |
| |     |                                               |                                                     |                                           |                                                                        |                                                                         |                |
| 51 | 25  | „Regeneration” “Regenerálás”                  | Todd Waterman                                       | Marsha Griffin                            | 2012. október 26.                                                      | 2013. február 26.                                                       | 225            |
| |     |                                               |                                                     |                                           |                                                                        |                                                                         |                |
| 52 | 26  | „Darkest Hour” “A legsötétebb óra”            | Vinton Heuck                                        | Steven Melching                           | 2012. november 2.                                                      | 2013. február 27.                                                       | 226            |
| |     |                                               |                                                     |                                           |                                                                        |                                                                         |                |

### 3. évad – Szörnyvadászok (Beast Hunters) (2013)
| No. | #  | Epizód címe                             | Rendező              | Író(k)           | Eredeti bemutató  | Magyar bemutató      | Produkciós kód |
| --- | -- | --------------------------------------- | -------------------- | ---------------- | ----------------- | -------------------- | -------------- |
| 53 | 1  | „Darkmount, NV” “Darkmount”             | Shaunt Nigoghossian  | Marsha Griffin   | 2013. március 22. | 2013. szeptember 2.  | 301            |
| Az autobot bázis megsemmisült. Az autobotok és ember barátjaik külön bujkálnak. Az álcák új erődje Darkmount ami a lerombolt autobot bázis mellett épült fel. Smokescreen megtalálja az autobot bázis roncsai közt Optimust aki súlyosan megsérült és haldoklik. |    |                                         |                      |                  |                   |                      |                |
| 54 | 2  | „Scattered” “Szétszórva”                | Vinton Heuck         | Steven Melching  | 2013. március 29. | 2013. szeptember 3.  | 302            |
| Knockout a Cybertron-on ragadt álca tudóssal Shockwave-el térvissza a Nemesis-re. Ezután Wheeljack megszökik a hajóról és találkozik Bulkhead-el és Miko-van. Ugyanekkor Rafael és Bumblebee rábukannak Ratchet-re. Arcee-t és Jack-et megtámadják az álcák ezután megmenti őket Ultra Magnus. Ezidő alatt Shockwave a cybertron-ról a földre visz egy még nagyobb ellenséget. |    |                                         |                      |                  |                   |                      |                |
| 55 | 3  | „Prey” “Prédák”                         | Todd Waterman        | Marsha Griffin   | 2013. április 5.  | 2013. szeptember 4.  | 303            |
| Shockwave a földre visz egy Autobotvadászt egy Predacont, Bulkhead és Wheeljack menekülnek a Predacon elől. Ezidő alatt Bumblebee és Ratchet rendbe hozza a Harbringert, időközben Ultra Magnus megmenti Bulk Headéket. Optimus még mindig haldoklik, az autobotok Predacont elküldik az Északi-sarkra, az autobotok egyesülnek Smokesreen és Optimus kivételével. Ugyanekkor Smokescreen üllővel tér vissza.                                                                             |    |                                         |                      |                  |                   |                      |                |
| 56 | 4  | „Rebellion” “Ostrom”                    | Scooter Tidwell      | Steven Melching  | 2013. április 12. | 2013. szeptember 5.  | 304            |
| Az Autobotok megtámadják az álcák bázisát. Ugyanekkor Optimus visszatér, az álcák bázisát megsemmísitik. |    |                                         |                      |                  |                   |                      |                |
| 57 | 5  | „Project Predacon” “A Predacon művelet” | Shaunt Nigoghossian  | Duane Capizzi    | 2013. május 17.   | 2013. szeptember 6.  | 305            |
| Optimus megosztja az erőit. Optimus, Bumblebee és Smokescreen az El Paso-i olajmezőkre utazik, hogy megszerezzék a Predacon csontot. Smokescreen szembesül azzal a tényel hogy Bumblebee több mint egy felderitő. Az Álcák megszerzik a Predacon maradványt. |    |                                         |                      |                  |                   |                      |                |
| 58 | 6  | „Chain of Command” “Ranglista”          | Vinton Heuck         | Mairghread Scott | 2013. május 24.   | 2013. szeptember 9.  | 306            |
| Ultra Magnus, Bulkhead és Wheeljack Skóciába utaznak, hogy megszerezzék a Predacon csontot. A Predacon kiolvad az Antarktiszon és visszatér a Nemezisre. Wheeljack zárt térben felrobbant egy gránátot, és szólóban indul a bázisra. |    |                                         |                      |                  |                   |                      |                |
| 59 | 7  | „Plus One” “Három már tömeg”            | Todd Waterman        | Greg Weisman     | 2013. május 31.   | 2013. szeptember 10. | 307            |
| Wheeljack visszatér a bázisra, és egyből küldetésre indul Arcee-val egy újabb predacon csontot kereni. Ezalatt Fowler ügynök és June egy másik csontot gyűjtenekbe egy múzeumból, de Knockout elrabolja őket. A Nemezisen a Predacon hazavágja az Álcák kommunikációs rendszerét. |    |                                         |                      |                  |                   |                      |                |
| 60 | 8  | „Thirst” “Szomjúság”                    | Scooter Tidwell      | Marsha Griffin   | 2013. június 7.   | 2013. szeptember 11. | 308            |
| Knockout a Ratchet-től szerzett hiányos Szintetikus Energonnal kísérletezik Cylast használva tesztalanyként. A Szint-E rendkivülien agresszívá teszi Cylas-t. Starscream a Sötét Energont javasolja, hogy Cylas irányítható legyen. A két Energon keveréke Cylas-t egy vámpírrá változtatja aki a Nemezisen bolyongva a haderő felével végez, és kiszabadítja Airachnid-et aki végez Cylas-el, ezután Soundwave az Insecticon-okkal együtt a Cybertron holdjára teleportála Airachnid-et. |    |                                         |                      |                  |                   |                      |                |
| 61 | 9  | „Evolution” “Evolúció”                  | Shaunt Nighoghossian | Steven Melching  | 2013. június 28.  | 2013. szeptember 12. | 309            |
| |    |                                         |                      |                  |                   |                      |                |
| 62 | 10 | „Minus One” “Mínusz egy”                | Vinton Heuck         | Michael Cassutt  | 2013. július 5.   | 2013. szeptember 13. | 310            |
| |    |                                         |                      |                  |                   |                      |                |
| 63 | 11 | „Persuasion” “Meggyőzőerő”              | Todd Waterman        | Michael G. Stern | 2013. július 12.  | 2013. szeptember 16. | 311            |
| |    |                                         |                      |                  |                   |                      |                |
| 64 | 12 | „Synthesis” “Szintézis”                 | Scooter Tidwell      | Marsha Griffin   | 2013. július 19.  | 2013. szeptember 17. | 312            |
| |    |                                         |                      |                  |                   |                      |                |
| 65 | 13 | „Deadlock” “Végjáték”                   | Shaunt Nigoghossian  | Steven Melching  | 2013. július 26.  | 2013. szeptember 18. | 313            |
| |    |                                         |                      |                  |                   |                      |                |

## Transformers Prime Beast Hunters: Predacons Rising
| Cím                                                                          | Rendező(k)                                       | Író(k)                                             | Amerikai Premier |
| ---------------------------------------------------------------------------- | ------------------------------------------------ | -------------------------------------------------- | ---------------- |
| „Transformers Prime Beast Hunters: Predacons Rising”                         | Vinton Heuck, Scooter Tidwell, and Todd Waterman | Duane Capizzi, Marsha Griffin, and Steven Melching | 2013. október 4. |
| A filmben Unikron Megatron testében tér vissza, hogy elpusztítsa Cybertront. |                                                  |                                                    |                  |

## Fordítás
Ez a szócikk részben vagy egészben  a   List of Transformers: Prime episodes című angol Wikipédia-szócikk fordításán alapul.  Az eredeti cikk szerkesztőit annak laptörténete sorolja fel. Ez a jelzés csupán a megfogalmazás eredetét és a szerzői jogokat jelzi, nem szolgál a cikkben szereplő információk forrásmegjelöléseként.